# Llacs de Tunísia
Tunísia només té un llac d'aigua dolça, que és el llac Ichkeul. La resta són llacs o llacunes salades. Els grans llacs salats, avui pràcticament secs, són grans extensions de terra erma, on l'aigua s'ha evaporat i resta la sal. Són coneguts amb el nom de Choot i els quatre principals són Chott El Djerid (el més gran, amb una mica d'aigua al centre), Chott El Gharsa, Chott El Fedjaj i Chott El Guettar. Les llacunes salades o sebkhes són petites llacunes salades, de les quals s'explota la sal. La més gran és la Sabkhat Sidi El Hani, i altres de certa importància són la Sabkhat de Monastir, la Sabkhat El Djem, la Sabkhat El Ghorra, la Sabkhat En Noual, la Sabkhat Boujemal, la Sabkhat Tadder i la Sabkhat El Makta.